# 長濱貴一
長濱 貴一（ながはま たかいち）は、日本の放送作家。11月28日生まれ。A&Gアカデミー放送作家コース第1期卒業。元SE。既婚。

## 概要
A&Gアカデミー出身のラジオ放送作家。主に文化放送関係の番組を中心に仕事を行っている。
- 大学卒業後、IT関連企業で13年間SEとして勤務していたが、放送作家になる夢を叶えるため会社を退社し、A&Gアカデミーに入所した[1]。
- 好きなアーティスト：スガシカオ、CASIOPEA、T-SQUARE、他
- 好きなタレント：安めぐみ
- 練馬区在住

## 担当番組

### 現在放送中の番組

#### 文化放送超!A&G+
- 日野ミッドナイトグラフィティ 走れ!歌謡曲 (1968年11月18日 - )
- 井口裕香のむ〜〜〜ん ⊂（　＾ω＾）⊃ (超!A&G+：2010年10月4日 - )
- RADIO 4Gamer Tap(仮) (超!A&G+：2015年1月9日 - )
- 上坂すみれの♡（はーと）をつければかわいかろう (2016年4月2日 - )

#### ランティスウェブラジオ
- スパロボOGネットラジオ うますぎWAVE (2007年1月9日 - )

#### その他
- 高本めぐみの音めぐり♪ (文化放送 AG-ONおよび文化放送 超!A&G+で不定期配信)

### 放送が終了した番組

#### 文化放送
- 下川みくにのみくもりっ。（2006年10月4日 - 2008年3月25日）
- Voice of A&G 超ラジ!AM（2007年4月8日 - 2016年9月30日）
- 工藤慎太郎 愛でいこうぜ! (2008年1月7日 - 3月24日, 2008年4月1日 - 2009年9月29日, 2010年7月10日 - 2011年7月2日)
- 宮崎奈穂子の言葉ドロップス（2014年7月2日 - 2014年9月24日）『リッスン? 〜Live 4 Life〜』内
- Cyntia魂 (2014年9月30日 - 2017年12月26日)『リッスン? 2-3』内
- ニューギンpresents 義風堂々!!～音語り～（2015年4月5日 - 2016年3月27日）

#### 文化放送 超!A&G+
- 鷲崎健の超ラジ! (2007年3月16日 - 2010年10月1日)
- 棚橋麻衣＆佐藤聡美のランチタイムミュージック (2007年9月8日 - 2007年12月29日)
- 吉岡さくらの超ラジ!Rookie (2007年10月5日 - 2008年4月4日)
- 井口裕香の超ラジ!Girls (2008年4月11日 - 2010年10月1日)
- RADIO 4Gamer (2010年4月8日 - 2014年12月25日)
- 文菜のYAH!（超!A&G+：2011年4月10日 - 6月27日）
- 鳥海浩輔・福井裕佳梨のタルタロスちゃんねる（2010年10月5日 - 12月28日）
- ラジオ☆聡美はっけん伝! (2011年4月8日 - 2014年3月28日)
- アクセル★ワンだぁ!!（パーソナリティー：森川智之）（2012年4月8日 - 2013年10月6日）
- METAL MAX RADIO（2013年10月2日 - 12月25日）
- ジェンガでナイト! (2014年4月11日 - 2015年1月2日, 2015年4月10日 - 2015年9月25日)
- 岡本信彦のアナログゲームを教えてあげる☆（2015年1月6日 - 3月31日）
- オムニボット ナイト! (超!A&G+：2015年10月2日 - 2016年9月30日)

#### BBQR
- のび太のアニメチックワールド! (2006年4月 - 2011年9月27日)

## スタッフ以外での番組出演

### ラジオ番組
- A&G GAME MASTER GT-R （文化放送 超!A&G+ 2014年10月3日）最終回時のビデオメッセージ

## 番組以外
- 金子有希原案ドラマCD「光る猫爪」脚本（2019年[2]）